# Martin Vácha
Martin Vácha (* 6. Dezember 1972 in Wiener Neustadt) ist ein österreichischer Gesangspädagoge, Sänger mit der Stimmlage Bariton, Trainer, Vizepräsident der European Voice Teachers Association, Dozent und Außerordentlicher Universitätsprofessor, sowie Sachbuchautor zum Thema Tarock mit Schwerpunkt Königrufen.

## Leben
Vácha maturierte an einem musischen Gymnasium und begann das Musikstudium im Oktober 1991 am Institut für Instrumental- und Gesangspädagogik der Hochschule für Musik und darstellende Kunst Wien im Studienzweig Gesang und den Schwerpunkten Ensembleleitung/vokal und Musiktheorie/Musikgeschichte. Im Juni 1996 schloss er das Studium mit der Lehrbefähigungsprüfung ab.
Bereits während des Studiums war er von September 1992 bis Juni 1996 als Gesangspädagoge in den Musikschulen Oberes Piestingtal, Markt Piesting und Katzelsdorf tätig, von September 1996 bis November 2009 wirkte er als Musiklehrer in der Musikschule Markt Piesting.
Nach Erlangung der Lehrbefähigung setzte Vácha seine Studien im September 1996 am Konservatorium der Stadt Wien in den Fächern „Klassische Operette“ und „Sologesang“ fort. Im Fach „Klassische Operette“ erlangte er im Juni 1997 den Lehrgangsabschluss und begann im September am Diözesankonservatorium für Kirchenmusik der Erzdiözese Wien mit dem Vorbereitungslehrgang im Studienzweig Orgel, den er 1998 abschloss.
Von September 1998 bis Juni 2003 war Vácha als Chorsänger an der Volksoper Wien tätig und schloss zwischenzeitlich seine Studien am Diözesankonservatorium im Juni 2000 und am Konservatorium im Juni 2001 ab. In den Jahren 1999 bis 2003 war er als Mitglied der Konzertvereinigung Wiener Staatsopernchor als Chorsänger bei den Salzburger Festspielen engagiert.
Zwischen September 2007 und Mai 2008 besuchte er die Weiterbildungsakademie Österreich (wba) für Erwachsenenbildung und erlangte im Jänner 2008 das Zertifikat und im Mai 2008 das Diplom als Erwachsenenbildner für Lehre und Training.
Ab Oktober 2008 ergänzte er seine Studien an der Universität für Musik und darstellende Kunst Wien im Studienzweig Gesang mit Schwerpunkt Musikkunde und schloss sie im Jänner 2009 mit Auszeichnung und der Graduierung zum Bachelor of Arts (B.A.) ab. Im September des gleichen Jahres begann er das Studium für Kultur- und Medienmanagement an der Hochschule für Musik und Theater Hamburg, welches er mit der Masterarbeit „Sängerische Berufsausbildung in Österreich – Strukturen und deren Weiterentwicklung“, der Gesamtnote „sehr gut“ und der Graduierung zum Master of Arts (M.A.) im Februar 2011 beendete. Zur gleichen Zeit – von September 2009 bis Juni 2010 – ergänzte er seine Studien für Sologesang am Konservatorium und diplomierte mit Auszeichnung. Ebenfalls im September 2009 begann er seine Tätigkeit als Dozent für Gesang und Fachdidaktik am Vienna Konservatorium, die er bis Juni 2014 ausübte.
Von Jänner 2011 bis Dezember 2012 war er künstlerischer und kaufmännischer Leiter der Meisterklassen Gutenstein. Im Oktober 2011 begann er an der Universität für Musik und darstellende Kunst Wien das Doktoratsstudium für Kulturbetriebslehre, das er im März 2016 mit Auszeichnung für die Dissertation „SängerInnenberuf heute – Anforderungsprofil einer künstlerischen Profession“ und der Promotion zum Doctor of Philosophy (PhD) abschließen konnte. Gleichzeitig ergänzte er von Oktober 2012 bis Dezember 2012 sein Studium an der Universität für Musik und darstellende Kunst Wien mit dem individuellen Studium „Vokalmusik am Podium“ und schloss es mit Auszeichnung im zentralen künstlerischen Fach Gesang und dem Master of Arts (M.A.) ab.
Von Dezember 2013 bis Juni 2014 war Vácha Projektmitarbeiter an der Privatuniversität für Musik und dramatische Kunst Wien (vorbehaltlich Akkreditierung durch die Agentur für Qualitätssicherung und Akkreditierung Austria).
Seit September 1992 ist Vácha als Gesangspädagoge und Sänger tätig und seit September 2004 widmet er sich der Erwachsenenbildung als Trainer und als Autor eines Buches über Tarock. Im Mai 2011 begann er eine Tätigkeit als Vortragender über Musikmanagement an der Donau-Universität Krems. Er ist Dozent an der Neuen Schauspielschule und Außerordentlicher Universitätsprofessor für Gesang an der Universität für Musik und darstellende Kunst Wien.
Vácha ist seit Jänner 2013 Vizepräsident der European Voice Teachers Association (EVTA).
Als Sänger arbeitete er mit den Pianistinnen Margarete Babinsky, Nina Violetta Paul und Ines Schüttengruber zusammen und bei Auftritten in Oper und Operette mit den Dirigenten Antal Barnás und Maximilian Opll.

## Repertoire (Auswahl)
- „Lieder aus Wien“ von Egon Wellesz
- „Reisebuch aus den österreichischen Alpen“ op. 62 von Ernst Krenek
- „Die schöne Magelone“ und „Liebeslieder-Walzer“ von Johannes Brahms
- Bariton-Solo aus „Carmina Burana“ von Carl Orff
- Bass-Solo aus „Der Messias“ HWV 56 von Georg Friedrich Händel
- Bariton-Solo im „Deutschen Requiem“ op. 45 von Johannes Brahms
- Dr. Falke in „Die Fledermaus“ von Johann Strauss

## Veröffentlichungen (Auswahl)
- Tarock – Lehrbuch des Königrufens. Ein Weg zum strategischen Denken, Edition Volkshochschule 2007. ISBN 978-3-900799-74-8
- Masterarbeit: Sängerische Berufsausbildung in Österreich. Strukturen und deren Weiterentwicklung, AkademikerVerlag 2011. ISBN 978-3-639-38335-5
- Handbuch Tarock. Die Kunst des Königrufens, Kral Verlag 2015. ISBN 978-3-99024-323-7
- Dissertation: SängerInnenberuf heute. Anforderungsprofil einer künstlerischen Profession, VS Springer Verlag 2016. ISBN 978-3-658-13372-6

## Auszeichnungen
- 2008: Ehrenmitgliedschaft bei Artes Iuventutis (Verein zu Förderung der musizierenden Jugend)
- 2009: Ludo-Hartmann-Förderungspreis